# Eupithecia multiflorata
Eupithecia multiflorata là một loài bướm đêm trong họ Geometridae.